# Неєнслек
Неєнслек (нід. Nijensleek) — село в нідерландській провінції Дренте. Входить до муніципалітету Вестервелд.
Його площа становить 10,92 км², а населення станом на 2021 рік складало 565 осіб.
Перша згадка про населений пункт датується 1402 роком.